# Tschechischer Berghund
Der Tschechische Berghund (cs. Český horský pes) ist eine von der FCI nicht anerkannte Hunderasse aus Tschechien. Die Rasse wird von der ČMKU auf nationaler Ebene anerkannt, die Tschechien in der FCI vertritt.

## Geschichte
Der Tschechische Berghund geht auf eine Verpaarung zwischen einem Schwarzweißen Zughund (Tažný černobílý pes) mit einer Slovensky-Cuvac-Hündin zurück. Der erste Wurf fiel 1977 im Zwinger von Petr Hanzlík. 1984 wurde die Rasse vom tschechoslowakischen Kennel Club anerkannt.

## Beschreibung
Der Tschechische Berghund ist ein großer, langhaariger Hund von 56 bis 70 cm Schulterhöhe und 26 bis 40 kg Gewicht und einem rechteckigen, fast quadratischen Körperbau. Die Farbe ist gescheckt mit beliebigen Farben auf weißem Grund, der Kopf kann eine Blesse aufweisen.

## Verwendung
In ihrem Herkunftsland wurde die Rasse primär als Schlittenhund und Zughund verwendet, aber auch ein Einsatz als Herdenschutzhund und Rettungshund ist möglich. Der Tschechische Kennel Club beschreibt die Rasse daneben als ausgezeichneten Familienhund und zuverlässigen Wachhund.

## Wesen
Der Tschechische Berghund wird als freundlich, selbstbewusst und sicher beschrieben, daneben als gut lenkbar und für viele Formen der Ausbildung geeignet.